# Leiobunum desertum
Leiobunum desertum is een hooiwagen uit de familie Sclerosomatidae.